# Dartmoor

Lage des Nationalparks

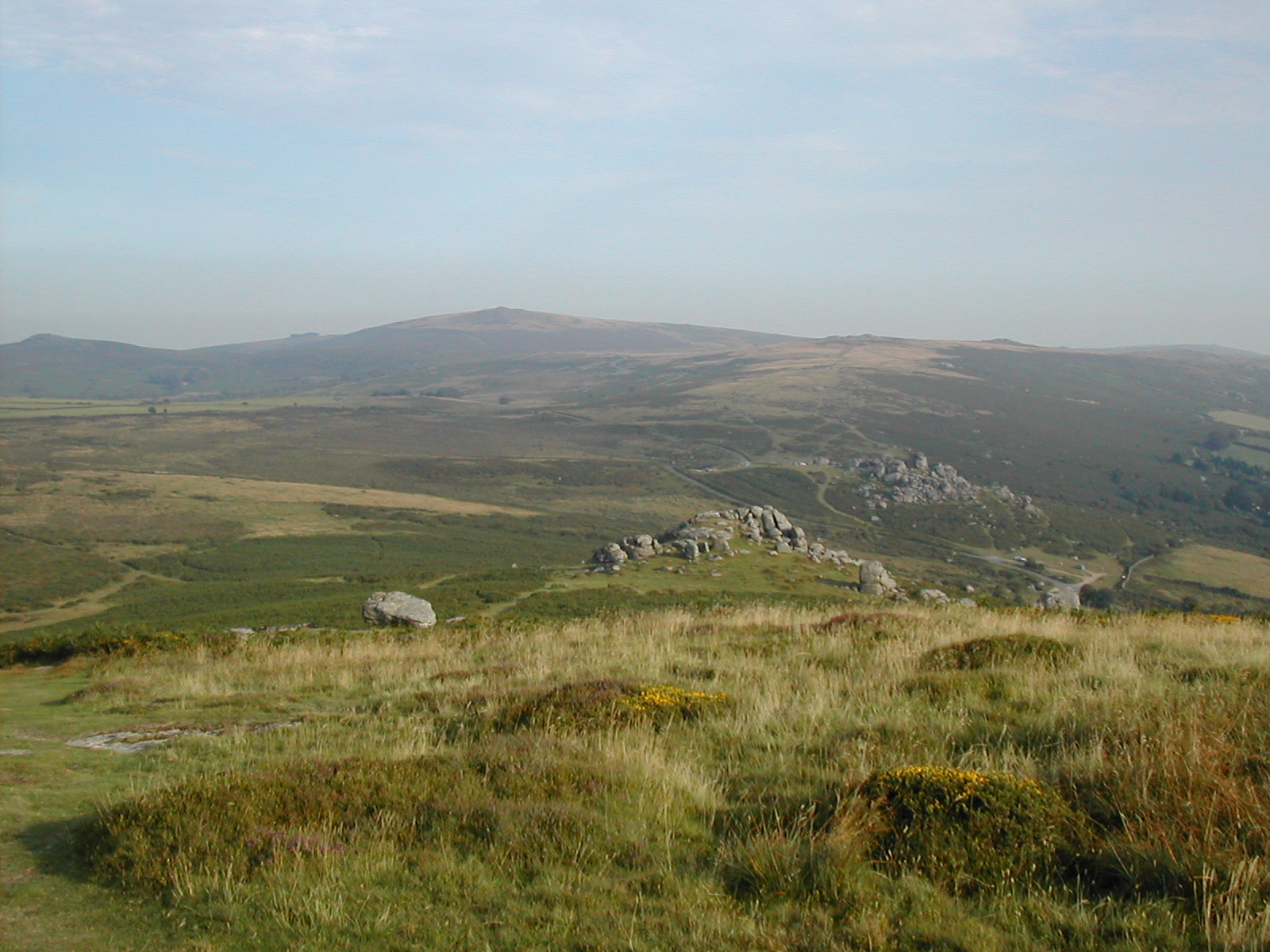
Bell Tor (Vordergrund) und Bonehill, zwei Wiesenhügel mit Granitfelsenbildungen

Dartmoor [ˈdɑːtmʊə(r)/-mɔː(r)] ist eine Hügellandschaft in der englischen Grafschaft Devon. Die vornehmlich Moor und Heide tragenden Verebnungsflächen des Granitmassivs werden von einer Vielzahl sogenannter Tors überragt, flachen Wiesenhügeln mit Granitfelsbildungen bis zu 10 Metern Höhe. Die höchste Erhebung im Dartmoor ist der 621 m hohe High Willhays oder High Willes. 954 km² der Landschaft sind als Dartmoor National Park ausgewiesen. Im Dartmoor finden sich zahlreiche Reste bronzezeitlicher Wohnstätten, Feldsysteme und Steinkreise. Charakteristisch sind außerdem die so genannten Clapper bridges aus dünnen Granitplatten.

## Vorzeit und Mittelalter
In den Kalksteinhöhlen in der Nähe von Torquay fanden sich die ältesten Spuren menschlicher Besiedlung in Großbritannien neben Cheddar Gorge oder Kents Cavern. Viele der archäologischen Fundkomplexe im Dartmoor stammen aus der Jungstein- (Spinster’s Rock) und Bronzezeit (2000 bis 500 v. Chr.). Neben Steinkreisen sind über 2000 runde Hüttengrundrisse registriert. Beispiele finden sich bei Grimspound. Es sind zudem eine Vielzahl von Steinreihen und Menhiren zu finden. In den Höhenlagen finden sich außerdem eisenzeitliche Befestigungen. Die größte solche Anlage ist Hembury Fort. 

Steinplattenbrücken - Clapper bridges
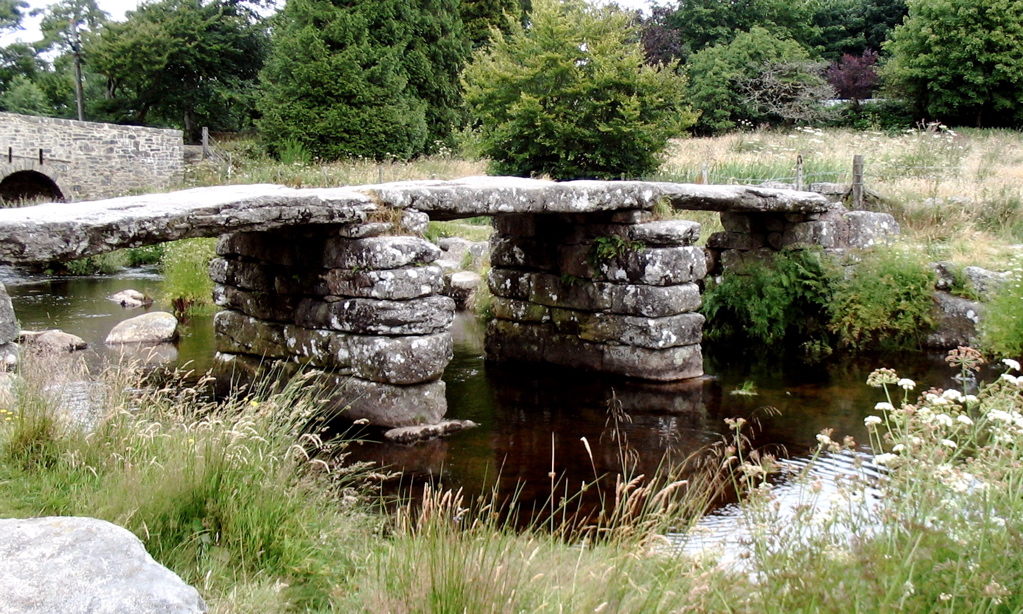
Clapper bridge bei Postbridge
Clapper bridge aus Granitplatten
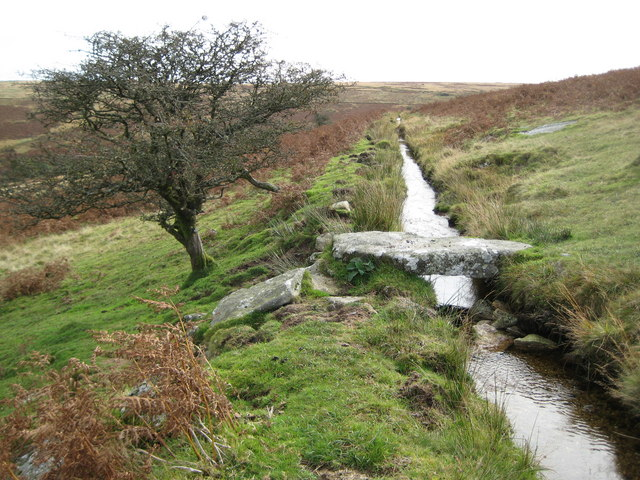
Einfache Clapper bridge (Spang oder Log bridge)
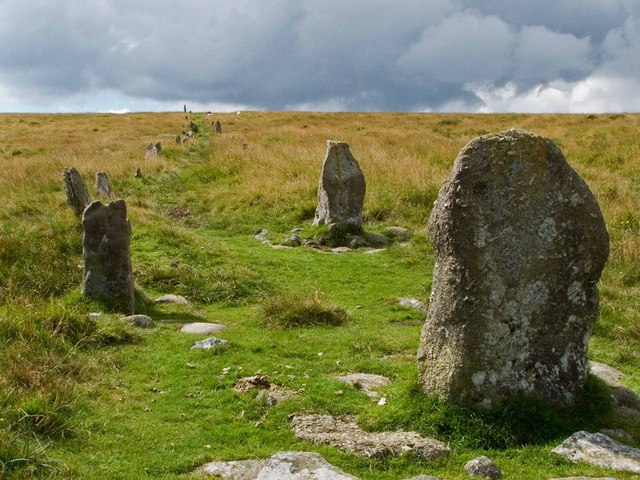
Steinreihe von Chagford Common

Devon, seit dem 8. Jahrhundert eine Grafschaft, war 851 und 1003 Ziel von Raubzügen der Wikinger und Dänen. Die meisten der in angelsächsischer Zeit und nach der Eroberung von den Normannen erbauten Festungen, zum Beispiel Exeter, Barnstaple, Totnes und Lydford sowie Okehampton und Plympton, waren die Keimzellen für die späteren Städte.

## Wirtschaftsentwicklung

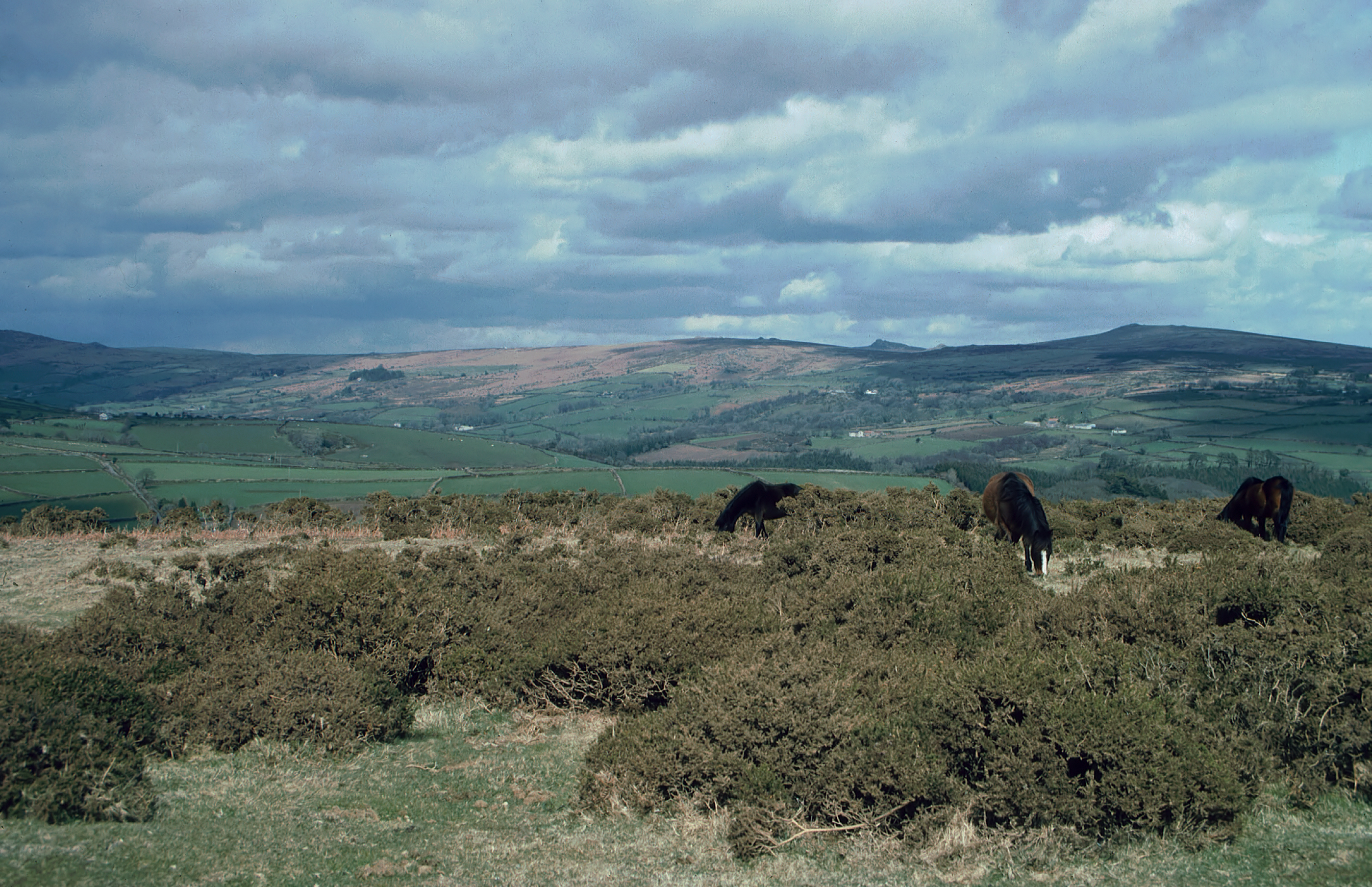
Weidende Dartmoor-Ponys

Der Tourismus ist seit langem ein bedeutender Wirtschaftsfaktor in der Region. Daneben stellt die vornehmlich auf Schaf- und Rinderzucht basierende Landwirtschaft die Haupterwerbsquelle dar. In zahlreichen Orten kann man die Dartmoor-Ponys reiten. Dieses wildlebende Moorlandpony ist Großbritanniens älteste Ponyrasse. Die Tiere werden auf speziellen Märkten verkauft und eignen sich hervorragend als Reitpferde für Kinder. Mitten im Moor liegt bei Princetown das Gefängnis HMP Dartmoor. Es wurde Anfang der 1980er Jahre durch eine Revolte bekannt, die unter anderem durch die dort vorherrschenden schlechten hygienischen Verhältnisse ausgelöst worden war.

### Bergbau seit dem Mittelalter
Überreste von alten Schmelzöfen und wüst gefallene Bergbausiedlungen erinnern an die einstige Bedeutung des Zinn- und Kupfererzbergbaus für die Region. Diese Ära, in deren Verlauf die Bergleute eigene Kommunen mit eigener Gerichtsbarkeit bildeten, währte vom 12. bis ins 17. Jahrhundert. In kleinerem Umfang wurden noch bis ins 19. Jahrhundert Blei-, Silber-, Eisenerz sowie Kupfer und Mangan abgebaut. Auch die umliegenden Hafenstädte Exeter, Plymouth, Barnstaple und Dartmouth profitierten seit dem Mittelalter vom Zinn- und Textilexport, bis im 19. Jahrhundert der endgültige Niedergang einsetzte. Lediglich die Ausbeutung der im 18. Jahrhundert entdeckten Kaolin-Lagerstätten konnte weitergeführt werden. Die mit dieser Entwicklung verbundene Abwanderung der Landbevölkerung wurde gemildert von der Zunahme des Tourismus, der mit dem Ausbau des Eisenbahnnetzes einherging.

### Wasser für die Region
Die Torfschicht, die das Dartmoor überdeckt, ist in der Lage, große Mengen Wasser zu speichern und dann als Sickerwasser wieder abzugeben. Diese Fähigkeit, den Wasserhaushalt der Hochebenen zu regulieren und Überschwemmungen zu verhindern, brachte ab dem 16. Jahrhundert die Nutzung Dartmoors für die Wasserversorgung von Städten und Gemeinden ins Gespräch.

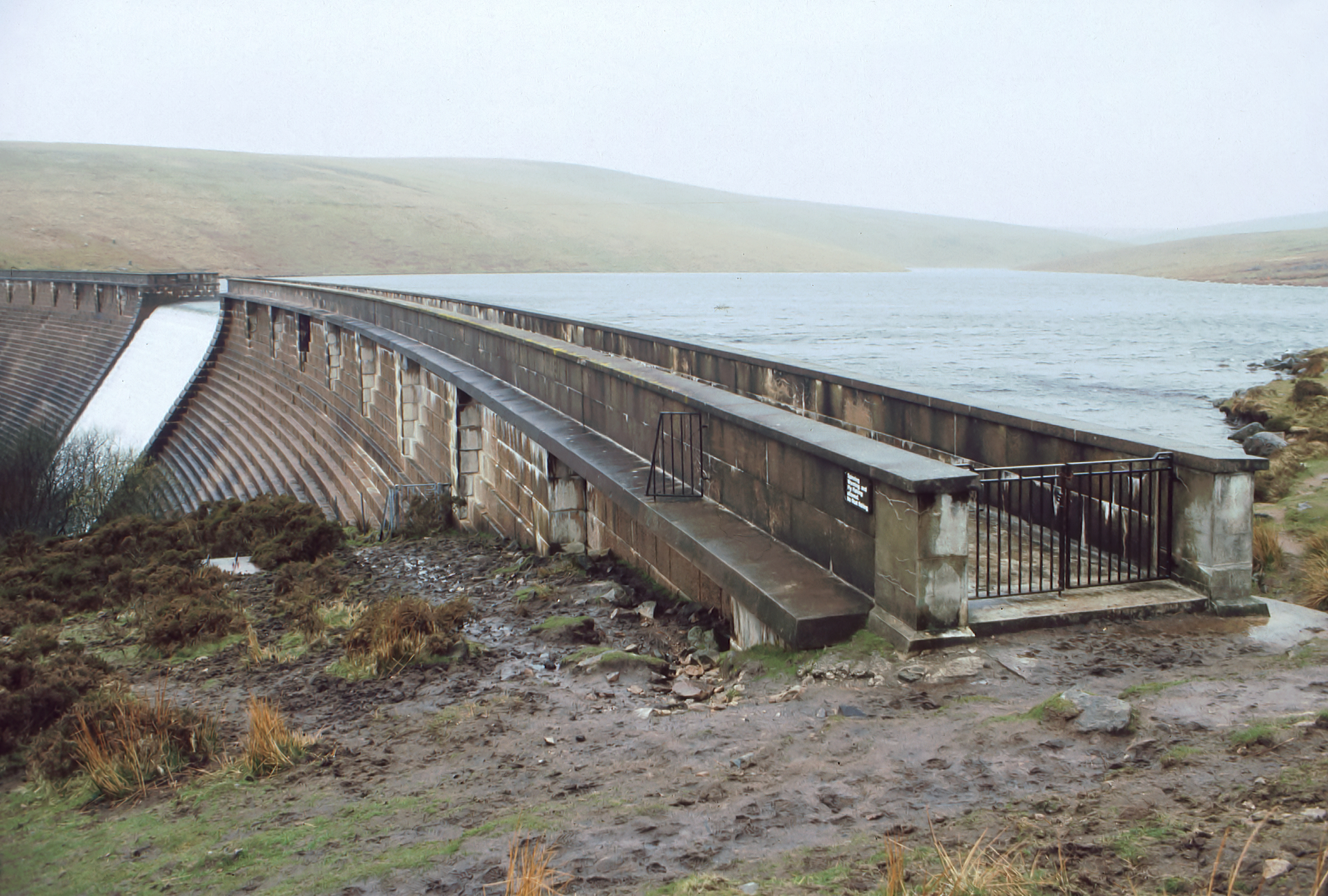
Avon-Reservoir im Süden

Die erste Stadt, die auf dieser Grundlage eine regelmäßige Wasserversorgung von außerhalb ihrer Grenzen realisierte, war Plymouth. Sir Francis Drake leitete den Bau des erforderlichen Wasserweges, der 1591 fertiggestellt wurde. Zweihundert Jahre danach griff Devonport diesen Ansatz erneut auf und bezog als zweite Stadt ihr Wasser aus Dartmoor. Der erste Staudamm wurde 1898 gebaut und später noch einmal erweitert, wiederum von Plymouth. Im Jahr 1907 errichtete die Stadt Paignton ihren Damm, gefolgt von vielen anderen. Seitdem haben etliche andere Städte und Gemeinden Dämme gebaut und Leitungen verlegt, und heute bezieht praktisch die ganze umliegende Region ihr Wasser aus dem Dartmoor.

## Dartmoor National Park

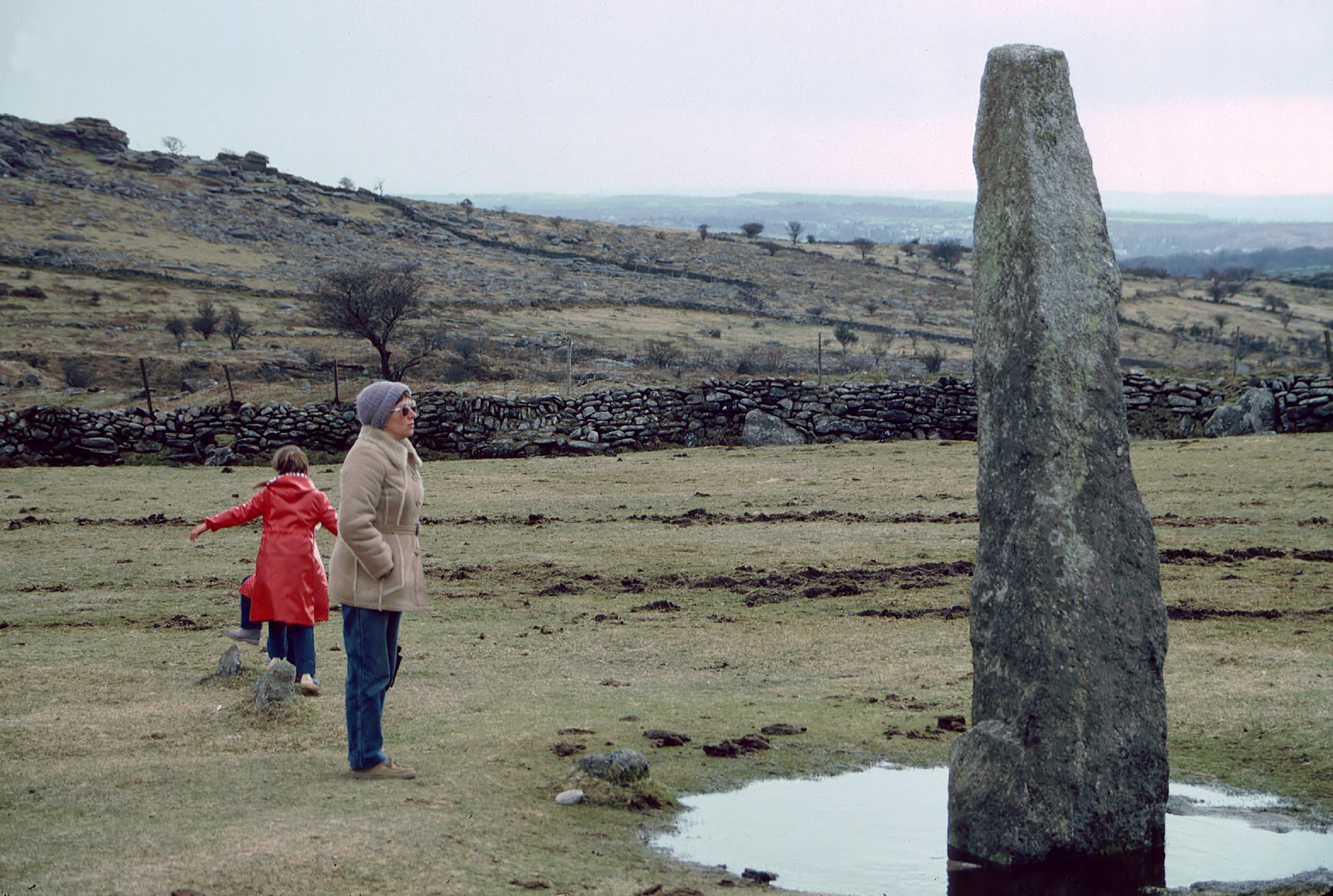
Menhir im Merrivale-Gebiet

Der 1951 eingerichtete Dartmoor-Nationalpark soll helfen, die Ursprünglichkeit des Gebietes zu erhalten, seine archäologischen Überreste wie die Steinkreise im Dartmoor und die Megalithkomplexe von Merrivale, The Graveyard und Grimspound seine Flora, oder seine Fauna zu schützen. 17.000 Hektar oder 16 Prozent des Parks sind entweder als Naturschutzgebiete oder als Orte von „speziellem naturwissenschaftlichen Interesse“ ausgewiesen. Hinzu kommt der Schutz von 1000 Hektar bewaldeter Flächen. Im Gegensatz zu anderen Nationalparks untersteht der Dartmoor-Nationalpark nicht dem Rights of Way Act. Das heißt, dass der gesamte Park für Fußgänger zugänglich ist, sie müssen sich nicht an die bestehenden Wege und Straßen halten. 
Der kommerzielle Druck und die dadurch bewirkten immer schnelleren Veränderungen im Dartmoor führten 1883 zur Gründung der Dartmoor Preservation Association. Noch heute spielt diese Organisation eine führende Rolle beim Schutz der natürlichen Lebensräume und bei der Erhaltung des freien öffentlichen Zugangs. In diesem Zusammenhang bemüht man sich vor allem auch um gute Beziehungen zu den privaten Landbesitzern. Das Land gehört zu großen Teilen dem Duke of Cornwall, das heißt momentan Prinz William. 41 Prozent des Parks sind Gemeindeland, dessen Nutzung seit 1985 durch den Dartmoor Commons Act geregelt wird. Ein weiteres wichtiges Anliegen ist die Erhaltung der Tier- und Pflanzenarten.
Im Februar 2021 brach in einem abgelegenen Moorgebiet in der Nähe von Tavistock ein Feuer aus, welches sich auf eine Breite von fünf Kilometer ausbreitete.

### Landschaftsbild

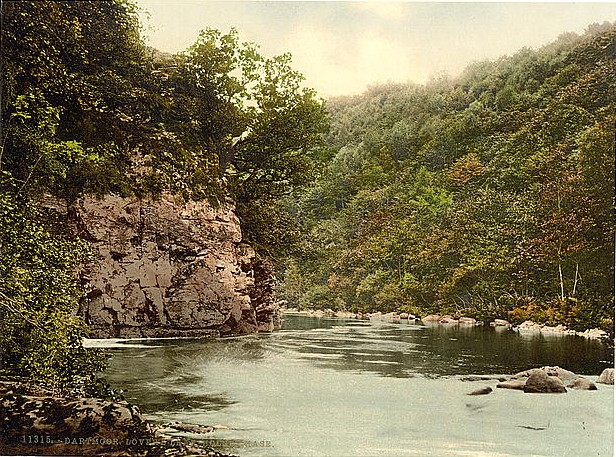
Lovers Leap, Holne Chase

Dreißig Prozent des Gemeindelandes ist baumloses Moor in Höhen über 366 Meter, dessen dicke Torfschicht fähig ist, große Wassermengen zu speichern. In einigen Gebieten wird die Heidelandschaft durch regelmäßiges Abbrennen erhalten. Naturliebhaber schätzen das zwar feuchte, aber milde Klima für Wanderungen. Abwechslung bieten attraktive Waldgebiete, zum Beispiel das Yarner Wood National Nature Reserve oder das Gebiet der Becky Falls mit einem Wasserfall. Drei dieser Wälder stammen wahrscheinlich noch aus der Zeit, als das ganze Areal vor hunderten von Jahren zum königlichen Jagdgebiet gehörte. Einer davon könnte Wistman's Wood sein. Er liegt nördlich von Two Bridges und ist wegen seines seltsam verkrüppelten Bewuchses touristische Attraktion seit mehr als einem Jahrhundert. Bemerkenswert ist außerdem die reiche Flora mit Farnen und Flechten.
Im Parkgebiet gibt es eine große Auswahl an malerischen Flussläufen, daneben imposante Wasserfälle. Das Wasser des zum National Trust gehörenden Lydford Gorge zwängt sich zum Beispiel durch einen schmalen Spalt und wirbelt von da hinab in The Devil's Cauldron. Bemerkenswert ist auch der am Westrand des Parks befindliche Wasserfall The White Lady, so benannt, weil sich ein 30 Meter hoher Vorhang aus weißem Wasserschaum bildet. Im Dartmoor-Gebiet gibt es nur wenige Wiesen- und Weideflächen mit einer im Frühling blühenden Flora. In den Monaten August und September färben gelber Ginster und violettes Heidekraut die Landschaft.
Für Wanderer, vor allem für solche, die sich auf das Lesen von Karten verstehen, sind die Möglichkeiten immens. Allein die vom Park-Ranger-Service betreuten Wege addieren sich zu einer Gesamtlänge von 740 Kilometer. Außerdem ist auch das Moorland selbst der Öffentlichkeit zugänglich.

### Weiler, Dörfer, Sehenswürdigkeiten

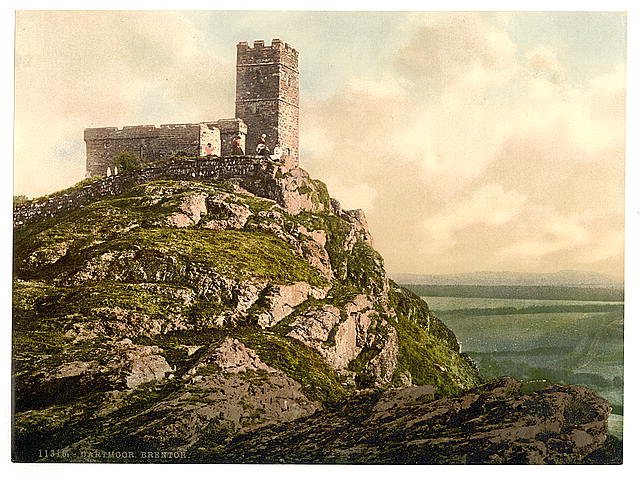
Kirche St Michael’s, Brentor

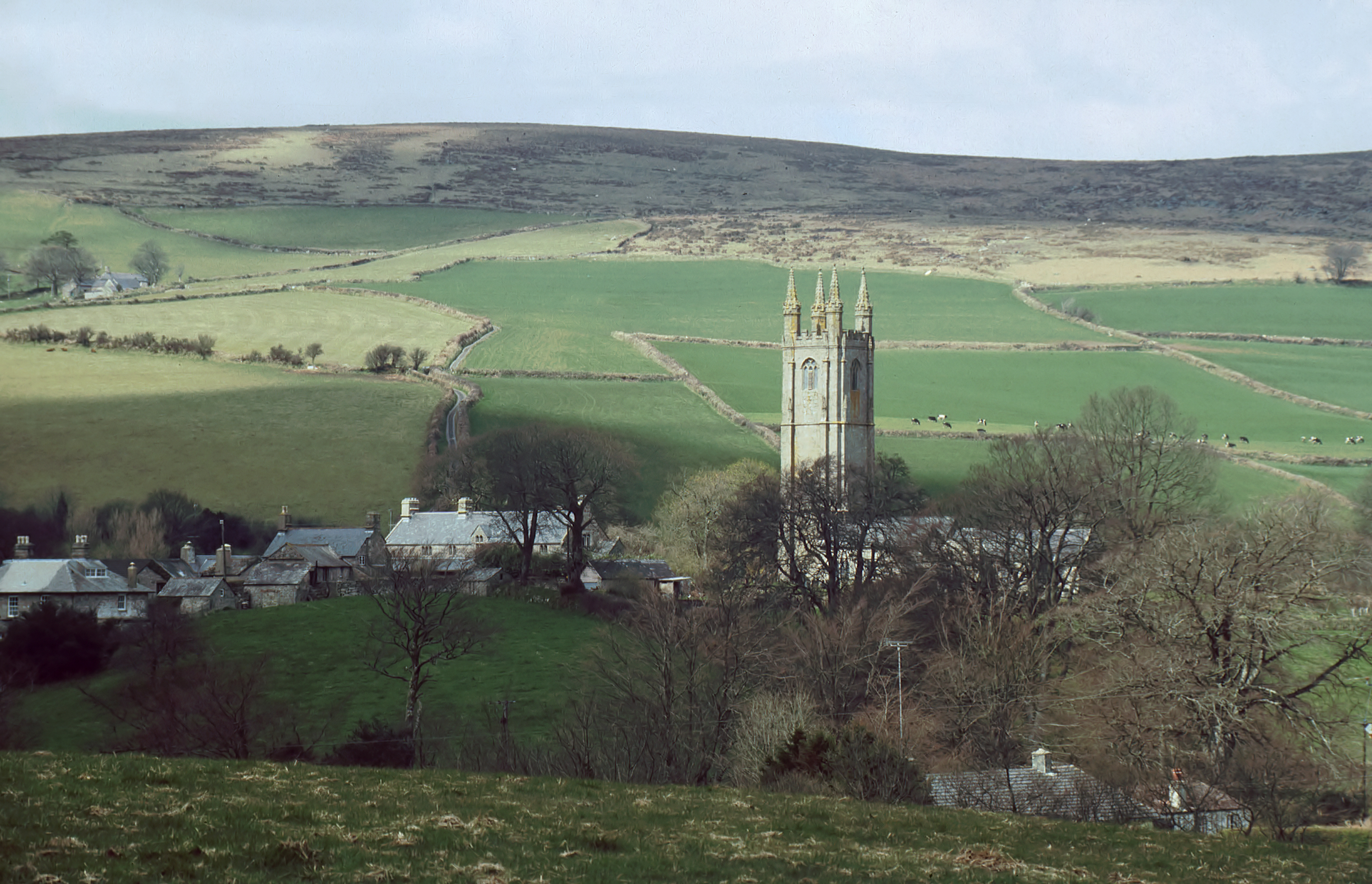
Widecombe-in-the-Moor

Neben den bekannteren und weniger bekannten Sehenswürdigkeiten Dartmoors gehören die verstreut liegenden schönen Weiler und Dörfer zu den Anziehungspunkten; einigen von ihnen hat die Parkverwaltung den Status von „Conservation Areas“ zugesprochen. Am südöstlichen Rand des Parks ist die Kleinstadt Buckfastleigh einen Besuch wert; von dort fährt die South Devon Railway, eine wiederhergestellte Normalspur-Eisenbahnlinie, den Dart River entlang nach Totnes. Nahe der Stadt befindet sich die Benediktiner-Abtei Buckfast Abbey, eines der wenigen noch aktiven Klöster in Großbritannien. 
Im Nordosten des Parks liegt über dem Flusstal des Teign das Castle Drogo; es ist das letzte Landschloss, das in Großbritannien gebaut worden ist. Weiter flussabwärts kommt man zur Fingle Bridge, einem massiven, dreibogigen Bauwerk. Weiter nordwestlich geht es nach Lynford. Dort steht die Kirche St Michal’s de Rupe auf Brentor. In Lydford wurde 1195 das für seinen rüden Umgang mit Gefangenen bekannte erste Gefängnis im Dartmoor erbaut.
Von Südwesten her fährt man auf alten, aber renovierten Straßen durch das Zentrum des Parks. Über Bennet’s Cross und Warren House, dem abgelegensten Inn, gelangt man zur Ortschaft Postbridge, wo die größte noch erhaltene, über den East Dart errichtete „clapper bridge“ zu sehen ist. Sie stammt aus dem 13. Jahrhundert und wurde erbaut, um das Zinn von den Minen mit Packpferden zu den Schmelzöfen von Tavistock und Chagford transportieren zu können. Der nächste Ort ist Princetown, bekannt für das Zuchthaus HMP Dartmoor, das 1806 ursprünglich für Gefangene aus den Napoleonischen Kriegen gebaut wurde. Der Ort beherbergt außerdem das Verwaltungszentrum der Duchy of Cornwall. Immer noch im Zentrum, aber in der Osthälfte, liegt das wahrscheinlich am häufigsten besuchte Dorf Dartmoors, Widecombe-in-the-Moor. Schon von weitem ist der 36 m hohe Turm der Gemeindekirche zu sehen. Er wurde nach 1638 errichtet; in jenem Jahr schlug während eines Gottesdienstes ein gewaltiger Blitz in das Gebäude ein und forderte vier Todesopfer.

### Naturschutzproblematik
Das gesamte Dartmoor, sowohl die Landschaft als auch die historischen und archäologischen Stätten, ist durch die Industriekomplexe von Imrey und Watts Blake Bearne bedroht. Diese haben bis heute die Erlaubnis der britischen Regierung, die Kaolinminen in der Nähe des Moors auszubeuten. Es gibt jedoch inzwischen Anstrengungen, diese Minen aus Naturschutzgründen zu schließen.
Der nordwestliche Teil des Moors wird von der Britischen Armee und die Royal Marines seit den napoleonischen Kriegen für Manöver- und Schießübungen benutzt. In letzter Zeit jedoch haben die Open Space Society und die Dartmoor Preservation Association mit einigem Erfolg gegen diese Nutzung und die dadurch verursachten Schäden in der sensiblen Moorlandschaft opponiert.
Auch die Nutzung des Wassers aus Dartmoor wirft Probleme auf. Das Reservoir für die Stadt Paignton beanspruchte allein eine Fläche von 33 Hektar, und seither hat die Zahl der Talsperren und Stauseen ständig zugenommen. Die Schäden, die der Dartmoor-Nationalpark dadurch erleidet, sind ebenfalls Gegenstand der Diskussion geworden.

## Dartmoor in der Literatur

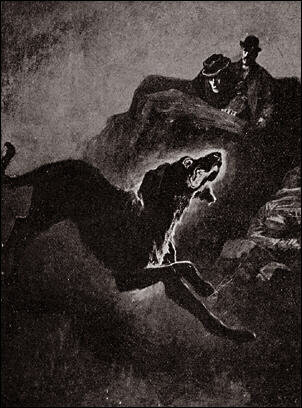
Alte Illustration zu Der Hund von Baskerville

Die karge Moorlandschaft von Dartmoor beflügelte immer wieder in besonderer Weise die Phantasie von Schriftstellern. Der Dichter N. T. Carrington aus Plymouth schrieb 1826 das Poem Dartmoor. König Georg IV. war so angetan von dem Werk, dass er dem Poeten 50 Guineas anweisen ließ. 
Eine Beschreibung der Region gab Richard Doddridge Blackmore 1881 in einer seiner weniger bekannten Novellen, Christowell, a Dartmoor Tale. 
Populär geworden ist der 1898 begonnene, die ganze Region einschließende Romanzyklus von Eden Phillpotts.
Arthur Conan Doyle setzte die Kargheit und die oft mystische Stimmung der Dartmoor-Landschaft in seinem Detektiv-Thriller Der Hund von Baskerville ins Bild. Dartmoor ist außerdem der Ort der Handlung in der ebenfalls aus seiner Feder stammenden Kurzgeschichte Silver Blaze, die sich um Sherlock Holmes und Dr. Watson dreht. 
Sabine Baring-Gould durchstreifte, seinem ausgeprägten Hang zum Übersinnlichen folgend, in jungen Jahren allein die karge Dartmoorlandschaft. 
Im Zuge der Edgar-Wallace-Filme der 1960er Jahre entstand 1964 der deutsche Kriminalfilm Das Wirtshaus von Dartmoor nach dem Roman von Victor Gunn (eigentlich Edwy Searles Brooks; 1889–1965). Die „Dartmoor-Aufnahmen“ des Films entstanden allerdings in West-Berlin.
Das Geheimnis von Sittaford von Agatha Christie (im Original The Murder at Hazelmoor, 1931) handelt in einem fiktiven Ort Sittaford am Rande des Dartmoors.
Der Band Fünf Freunde im Nebel der populären Jugendbuchautorin Enid Blyton spielt ebenfalls im Dartmoor. Eine große Rolle spielen dabei die verlassene Eisenbahn und die immer noch vorhandenen Schienenwege. Auch Fünf Freunde und das Monster im Moor spielt im Dartmoor; in dieser Folge wird auf das im Dartmoor populäre Letterboxing eingegangen.
Der Roman Mord auf ffolkes Manor von Gilbert Adair spielt ebenfalls in einem Herrenhaus am Rande von Dartmoor.
Der vierte Roman der David Hunter-Reihe von Simon Beckett, Verwesung, spielt teilweise im Dartmoor.
Auch der Roman Im Schatten des Dartmoor von Jenny-Aline Veitinger hat diese Gegend zum Schauplatz.
Das Dartmoor dient weiterhin dem Literaturstück Book of lies von Teri Terry größtenteils als Schauplatz. Auch hier sind die Mythen und Legenden, die sich rund um dämonische Hunde aus der Hölle, sogenannte Hetzhunde, ranken, ein wichtiges Element der Handlung.
Der Psychothriller Das Mädchen aus dem Moor spielt ebenfalls im Dartmoor und setzt an vielen Stellen Landschaftsbeschreibungen ein, um die Handlung zu unterstreichen.

## Letterboxing
Aus dem Dartmoor stammt das Hobby des Letterboxing: Man wandert durch das Moor und sucht dabei nach versteckten Behältnissen (Plastikschachteln, Tüten, Truhen), in denen sich ein Stempel, ein Brief sowie Hinweise auf andere Letterboxes (Briefkästen) befinden können. Die Abdrücke dieser teilweise sehr kunstvoll gestalteten Stempel sammelt man in seinem eigenen Stempelbuch. Die Koordinaten oder zumindest Hinweise auf die Standorte der meisten Letterboxen im Dartmoor werden nicht im Internet, sondern nur in einem käuflich zu erwerbenden Letterboxing-Handbuch veröffentlicht, das jährlich aktualisiert wird. Manche Letterboxen werden gar nicht veröffentlicht, sondern sollen zufällig gefunden werden.